# Johannes Ludovicius Jakobus Hubertus Pel
Johannes Ludovicius Jakobus Hubertus (Johan) Pel (Maastricht, 10 januari 1823 – Aceh Besar, 24 februari 1876) was een Nederlands generaal, militair bevelhebber te Atjeh.

## Loopbaan
Pel nam in 1841 vrijwillig dienst dienst (bij het instructiebataljon te Kampen); in 1846, in de rang van sergeant-majoor, vertrok hij in 1846 naar Indië, werd in 1848 benoemd tot tweede en in 1853 tot eerste luitenant; In 1857 werd hij bevorderd tot kapitein, in 1865 tot majoor en in 1870 tot luitenant-kolonel. In de rang van kapitein nam hij in 1859 deel aan de eerste en tweede expeditie tegen Boni (op Zuid-Celebes), waar hij voor zijn dapperheid werd beloond met de Militaire Willems-Orde vierde klasse (per dagorder van 8 september 1860).
In de rang van majoor was hij gedurende een jaar directeur van de militaire school te Meester Cornelis; na zijn benoeming tot luitenant-kolonel werd Pel benoemd tot militair commandant in de residentie Palembang, maar moest weldra wegens ziekte met verlof naar Nederland vertrekken. Bij de aanvang van de tweede expeditie naar Atjeh was Pel in Indië teruggekeerd en ging hij mee als commandant van het 14de bataljon infanterie. Na de verwonding van kolonel De Roy van Zuijdewijn werd hij, in diens plaats, eerst voorlopig, en in februari 1874 definitief, benoemd tot commandant der tweede brigade te Atjeh.

### Pel als commandant te Atjeh

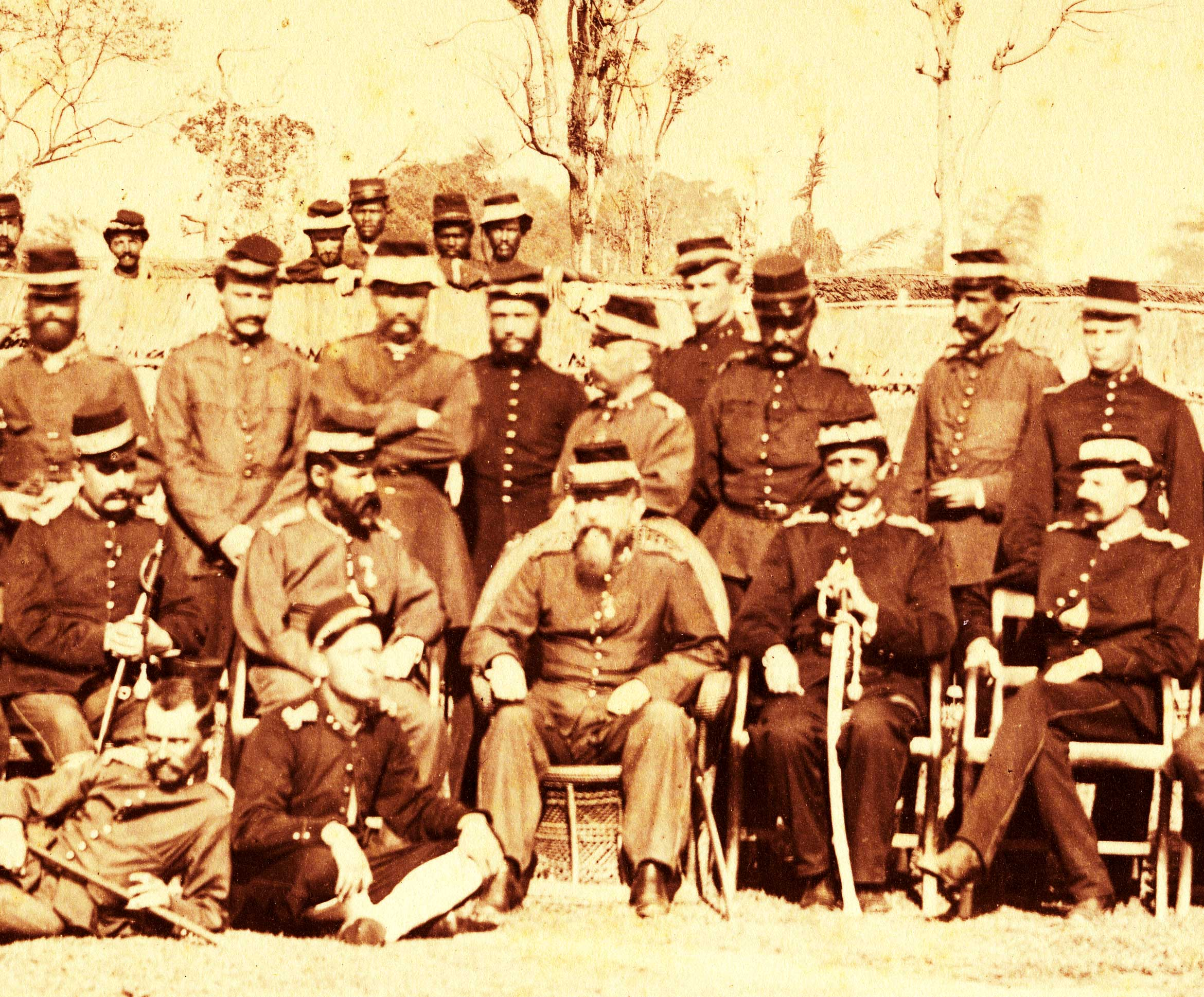
Kolonel Pel als commandant van Atjeh in 1874.

Na het vertrek van generaal van Swieten werd Pel, dan bevorderd tot kolonel, aangesteld als opperbevelhebber over de te Atjeh achterblijvende troepen. Hij aanvaardde het militaire en civiele bestuur en had van generaal van Swieten een instructie ontvangen, die luidde: zo weinig mogelijk vechten, een zuivere afwachtende houding bewaren, trachten door onderhandelingen toenadering met de hoofden der bevolking te verkrijgen, onze stelling versterken, het contact met de zee onderhouden enz. Al kort nadat hij de teugels van het bestuur in handen genomen had, begon de toestand te Atjeh geheel duidelijk te worden. De situatie bleek zo nijpend dat hij niet alleen gedwongen was zijn beleid geheel te wijzigen, maar dat ook de regering, die aanvankelijk door de verzekeringen van generaal van Swieten gerustgesteld was, de toestand te Atjeh met grote bezorgdheid begon in te zien. Men geloofde weldra op Java niet meer aan een spoedige of bevredigende afloop van de oorlog. Na het vertrek van Van Swieten trad de oorlog te Atjeh een nieuwe fase in; men moest thans lijdzaam en geduldig afwachten, toenadering zoeken met de hoofden en met de rest van de bevolking. Nauwelijks waren echter, in de morgen van de 26ste april 1874, de laatste troepen der hoofdmacht vertrokken, of de Atjehers kwamen van alle kanten toestromen en schonden de laatste rustplaats van de gevallen soldaten; de zwakke bezetting was niet bij machte deze schending te voorkomen. In de nacht van 26 op 27 april viel de vijand Marassa aan, het gebied van Teukoe Nek, de enige bondgenoot. De Marassanen wisten hun gebied goed te verdedigen en voorkwamen zo dat de weg naar zee voor de Nederlanders werd afgesneden. Pel was nu dus al gedwongen af te wijken van de instructies van Van Swieten en bepaalde dat een groot aantal punten bezet moest worden, zodat een linie gevormd kon worden. Al op de 28ste april werd het vuur uit de in batterij staande voorlaadkanonnen van 12 cm geopend op alle binnen bereik der projectielen gelegen kampongs. Toen Van Swieten het bevel voerde, had men nooit van een bombardement willen weten, omdat men de Atjehnezen niet wilde verbitteren, terwijl de commandant der artillerie, van Zijll de Jong dit herhaaldelijk als noodzakelijke maatregel had aanbevolen. Dag en nacht werden nu de omliggende kampongs met granaten beschoten; doel hiervan was om het samenscholen van grote massa's volk in en nabij de kampongs te beletten, waardoor een eventueel voorgenomen aanval op de Nederlandse versterking kon worden voorkomen.

### Eerste periode van Pel te Atjeh
Vanwege het dicht begroeide terrein was geen enkele kampong, waarop de bombardementen plaatshadden, vanuit de batterij te zien. Het schieten op onzichtbare onbekende doelen kon dus geen bijzonder gunstige uitkomsten opleveren en was dikwijls aanleiding tot munitieverspilling. Spoedig bleek dat de vijand in de omtrek van de Kraton bezig was een linie versterkingen aan te leggen; spionnen lagen direct naast de borstwering op de loer en er gebeurde niets bij de Nederlandse troepen, of de vijand wist het direct. De bevolking van de XXII Moekims had zich aan de oostkant van de Kraton verzameld en het wemelde overal van de vijanden. Deze opeenhoping van vijandelijk volk in de directe nabijheid van Kota Radja (de nieuwe naam van de Kraton) was een dreigend gevaar waar weinig aan te doen was, zolang het terrein rondom de Kraton niet vrij gemaakt was van begroeiing, waardoor een vrij schootsveld zou ontstaan. Ten gevolge van de vele zieken was de troepenmacht op dit moment krachteloos en was een aanval van een groot aantal Atjehers op de vesting der Nederlanders een zeer dreigend gevaar. Pel sliep in deze maanden nauwelijks; geheel gekleed ging hij maar een paar uur per nacht naar bed; wat hij met de beperkte middelen die hij had kon doen deed hij, maar veel kon hij niet doen, omdat zijn troepen met de dag aan getalsterkte en bruikbaarheid afnamen.

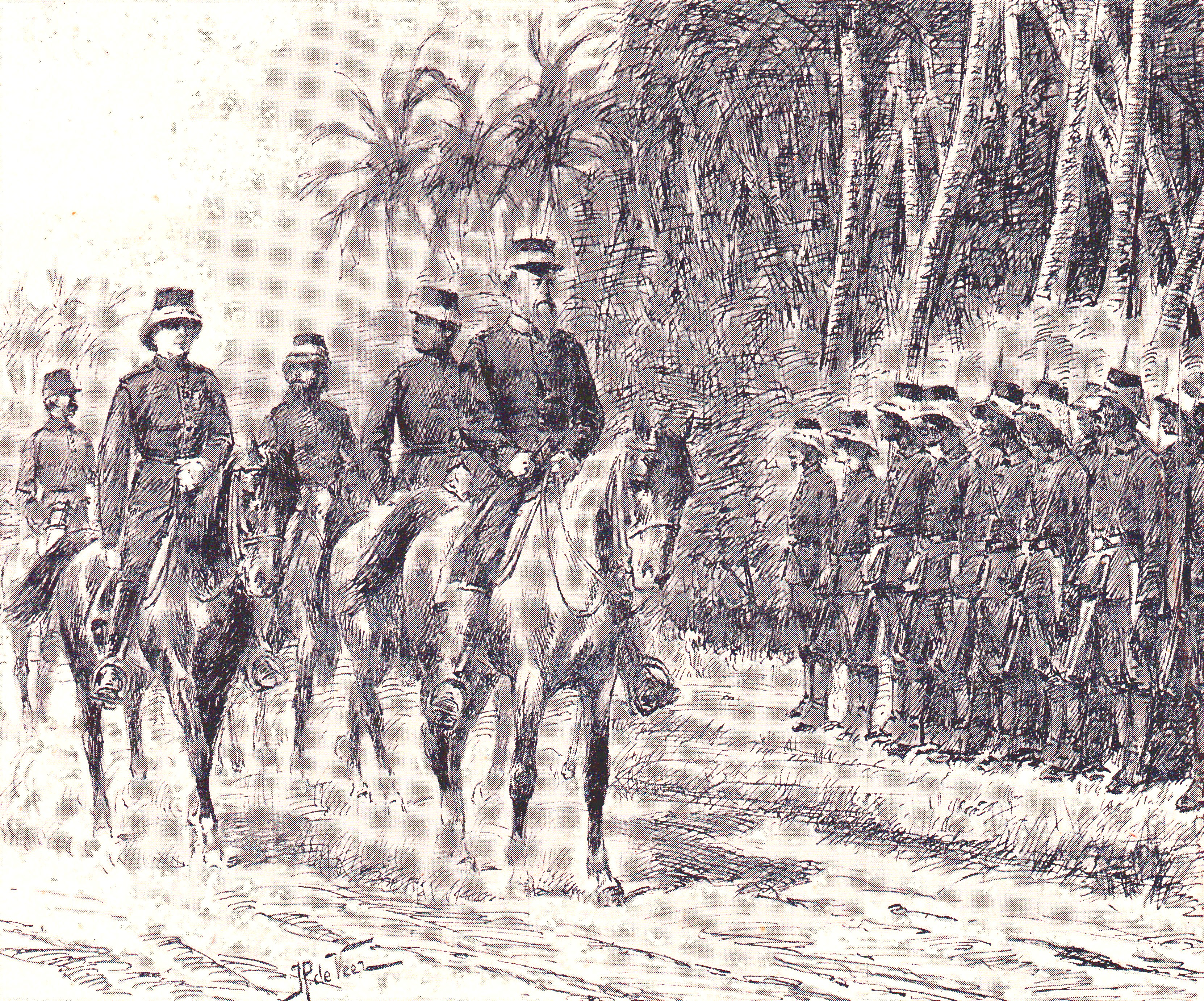
Generaal Pel en zijn troepen

Overdag vuurden de Atjehers op alles wat zich op de borstwering of buiten de Kraton vertoonde; onophoudelijk vlogen de kogels door de binnenruimte; de officieren van de staf, gelegerd op een grafheuvel dicht bij de oostkant van de Kraton, moesten hun woningen door ijzeren platen tegen het geweervuur pantseren. De krijgsraad hield zitting onder oorverdovend schieten en een regen van kogels. 's Nachts roofden de Atjehers vee uit de veekraal, gelegen tussen de westkant en Kota Podjoet. Op 15 mei werd ontdekt dat de vijand zich had versterkt en de Kraton zo langzamerhand met een reeks van verschansingen had omringd. Intussen was de kwade moesson met hevigheid ingevallen en teisterden regen en stormen de Nederlandse troepen. De monding van de Atjeh-rivier was niet meer bevaarbaar en op de kust stond een hevige branding, die voor grote problemen zorgde met het ontladen van mensen en materieel en voeding. Het ziektecijfer nam in korte tijd dusdanig toe, dat de ambulances het grote aantal lijders niet meer konden opnemen, er vele ziekten ontstonden, en honderden manschappen overleden. In zijn rapporten aan de regering verbloemde Pel de zorgwekkende toestand te Atjeh niet en drong hij met klem aan op de spoedige toezending van versterkings- en aanvullingstroepen, alsmede van geschut, munitie en bedieningsmanschappen.
De geringe middelen, waarover hij kon beschikken, lieten hem niet toe iets van belang tegen de steeds opdringende vijand te ondernemen. Vanaf 11 juni kwamen eindelijk de eerste transportschepen aan en werd het mogelijk een bruggenhoofd te bouwen, om lading te ontschepen en op 19 juni 1874 rukte eindelijk weer een colonne van 150 bajonetten en een sectie artillerie naar kampong Djawa en zuiverde deze plaats van vijanden; ook vanuit Penajoeng werd een patrouille gezonden om op de rechteroever van de Atjeh-rivier de vijandelijke stelling te verkennen, maar deze werd ontdekt en moest zich, met een groot aantal gewonden en doden, terugtrekken. Zijn aanvoerder, luitenant Sloet van Zwanenburg, overleed aan zijn verwondingen. Op 20 juni rukte majoor Scharp met het halve 9de bataljon infanterie uit en het gelukte de vijand na een hevige strijd uit zijn stellingen te verdrijven; deze overwinning kostte echter een verlies van 34 doden en gewonden. Langzamerhand konden er nu met aangekomen materieel en manschappen meer acties worden ondernomen tegen de vijand. Door het gevecht van de 20ste was het riviervak beneden Penajoeng nog niet tegen de aanslagen der Atjehnezen beveiligd en werd het noodzakelijk dat men zich meester maakte van dit gedeelte; hiertoe werd in de morgen van de 28ste juni door Pel een inval gedaan in genoemd gebied, onder leiding van majoor Romswinckel; hierbij werden 30 man gewond en sneuvelden er vier, waaronder luitenant Von Massow en Zwager. De vijand was door de geleden nederlaag zo geschokt, dat hij in allerijl zijn stellingen verliet.

### Verdere strategie onder kolonel Pel
Nu kolonel Pel zijn ooster- en westerlinies, en daarmee zijn contact met de zee, aanmerkelijk verbeterd had begon hij de Kraton als verdedigingswerk te verbeteren. Op 11 augustus werd besloten om op de zuidkant een batterij met twee achterlaadkanonnen aan te leggen en kon eindelijk begonnen worden met het kappen van bomen en struiken rondom de hoofdversterking. Pel was al geruime tijd de mening toegedaan, dat het stelsel der passieve houding, dat hem bij de aanvaarding van zijn bevel min of meer was opgedrongen, niet tot nut kon strekken maar uiteindelijk nadelig moest werken en werden door hem steeds meer patrouilles en gevechtseenheden uitgezonden. Gedurende het jaar 1875 werd, wanneer de grootte van de troepenmacht dat toestond, steeds vaker geageerd, al verhinderde de enorme overstroming van de Kraton eind december 1874 en de vernietiging van de colonne Van der Meer dit een tijdje. In de eerste helft van januari kwamen steeds sterke afdelingen troepen te Atjeh aan ter vervanging of aanvulling van zieke en ontbrekende militairen, waardoor men nu in staat was steeds één of meer mobiele colonnes met de nodige artillerie ter beschikking te hebben. Op 19 februari, de verjaardag van de Koning, werd Pel benoemd tot generaal-majoor bij keuze, nadat hem eerst wegens zijn beleid en zijn verdiensten als bevelhebber te Atjeh het commandeurskruis der Militaire Willems-Orde geschonken was. Alleen al in de ambulances stierven in de maand februari 1875 500 man, gemiddeld 15 tot 20 per dag. In de maand april werd de versterkte kampong Lohong, een zeer belangrijk punt, bij verrassing genomen en in mei werd eindelijk de aansluiting tussen de verschillende posten verkregen, bestond er nu een aaneengeschakelde linie, was Kota Radja aan de zuid- en oostzijde volkomen gedekt en vormde nu een doelmatige centraalstelling. Nu dit hoofddoel bereikt was en de hoofdpost sterkte, veiligheid en een verzekerd contact met de rede verkregen had, konden de operaties tegen de vijand uitgesteld worden tot latere tijd. Pel verkreeg een verlof van drie maanden naar Buitenzorg en trad op 12 juni 1875 tijdelijk als bevelhebber af.
Pel oordeelde het volstrekt niet geraden, na terugkeer op het oorlogstoneel, om werkloos te blijven; hij verwachtte nog geen vruchten van het afwachtende stelsel en had aan gouverneur-generaal Van Lansberge en aan de commandant van het leger, de Neve, de toestand in Atjeh uitgelegd en onverbloemd zijn gevoelens daaromtrent medegedeeld. Hij gaf te kennen dat hij het hervatten der operaties noodzakelijk achtte, zodra het jaargetijde en de staat der terreinen dit zouden gedogen. Hij wenste daarbij stelselmatig, volgens een bepaald plan, te werk te gaan en een uitgebreide afsluitingslinie tot stand te brengen. De Nederlandse vestiging moest gaandeweg uitgebreid worden en tevens een meer offensief karakter verkrijgen, zodat men als dat moest op ieder punt der linie krachtig kon optreden en van iedere gelegenheid gebruik kon maken om de vijand gevoelige verliezen toe te brengen. Kolonel Wiggers van Kerchem, die als tijdelijk bevelhebber in Atjeh was opgetreden, moest zich voor het ogenblik tot een afwachtende houding bepalen en zich alleen krachtig handhaven in het door Nederland veroverde gebied. Zodra echter de goede moesson weer was ingevallen, zouden de operaties, onder persoonlijke leiding van Pel, voortgezet en in de kortst mogelijke tijd beëindigd worden. Met deze wenken en raadgevingen kon de Indische regering zich geheel verenigen.

### Laatste fase van de oorlog onder Pel

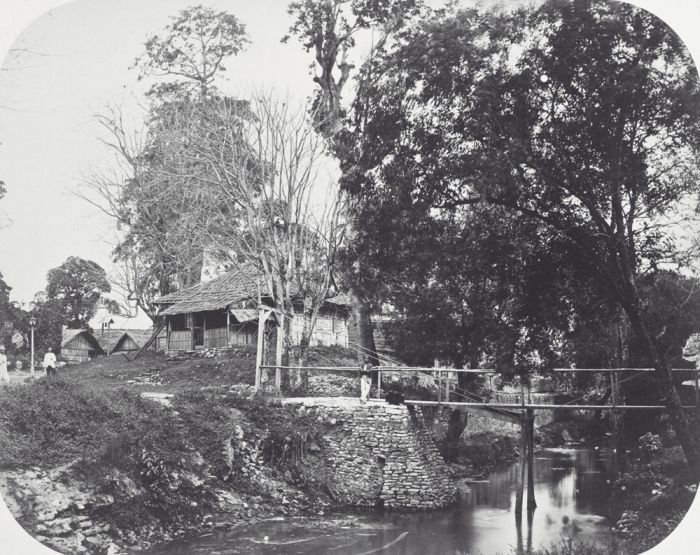
Huis eerst bewoond door Generaal Pel

Op 19 november 1875 aanvaardde Pel weer zijn betrekking als militaire en civiele bevelhebber te Atjeh; bij zijn terugkomst vond hij de toestand van dien aard, dat het hem noodzakelijk voorkwam zo spoedig mogelijk offensief te werk te gaan. In de afgelopen maanden hadden de Atjehnezen van alle kanten versterking ontvangen, waardoor zij in staat waren geweest de Kraton en zijn linies op een aantal punten ernstig te bedreigen. Het was nu zaak weer tot de aanval over te gaan en de 11de november werd de vijand met geweld verdreven uit zijn stelling vlak bij de Kraton. Pel aarzelde ook verder niet met zijn besluit de offensieve operaties met kracht te hervatten en het eerder genoemde plan ten uitvoer te brengen. Op 26 december werd (onder leiding van majoor Vetter) kampong Mibauw bezet (waarbij majoor Mekern dodelijk gewond raakte). Op de 27ste viel de strategisch belangrijke kampong Ketapang Doewa in Nederlandse handen, de 28ste werd Djempit veroverd. In de loop van de maand januari 1876 werd de troepenmacht te Atjeh nog versterkt door de aankomst van het 12de en het 13de bataljon infanterie; de gezamenlijke macht bedroeg nu weer meer dan 8.000 man en in januari tastte Pel de kern van het gebied van de VI Moekims aan. In de nacht van de 23ste op de 24ste januari 1876 werd de post te Lemboe-Noordoost door een bende Atjehnezen overvallen en werd een verlies geleden van een gesneuvelde officier en 22 zwaargewonden. Op 28 januari deed Pel een inval in de IX Moekims, werd vinnig gestreden en werd de vijand een gevoelig verlies toegebracht. De 31ste werd Lampermej veroverd; de vijand bood overal hevige weerstand maar moest overal voor de Nederlandse wapens zwichten. Gedurende de maand februari werden de veroveringen voortgezet en werd het eerste deel van het plan van Pel voltooid. De gehele sagie der XXV Moekims bevond zich in Nederlandse macht en een zeer belangrijk gebied ging voor de vijand verloren, die nu naar de XXII Moekims teruggedrongen werd. Pel besloot nu het tweede deel van zijn plan uit te voeren, een inval in de III Moekims te doen en delen van de noordkust te bezetten.

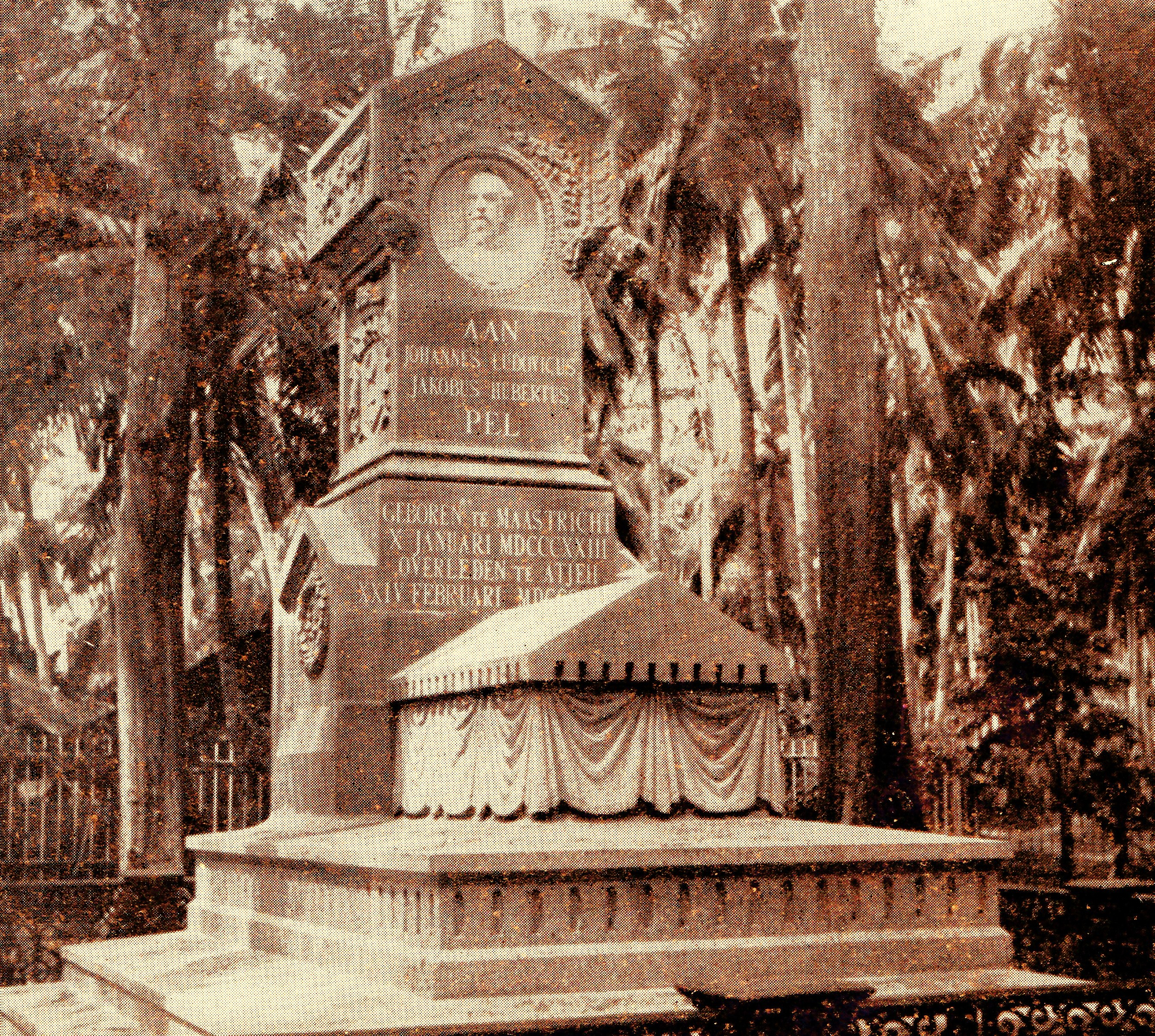
Monument van generaal Pel te Peutjoet in 1880.

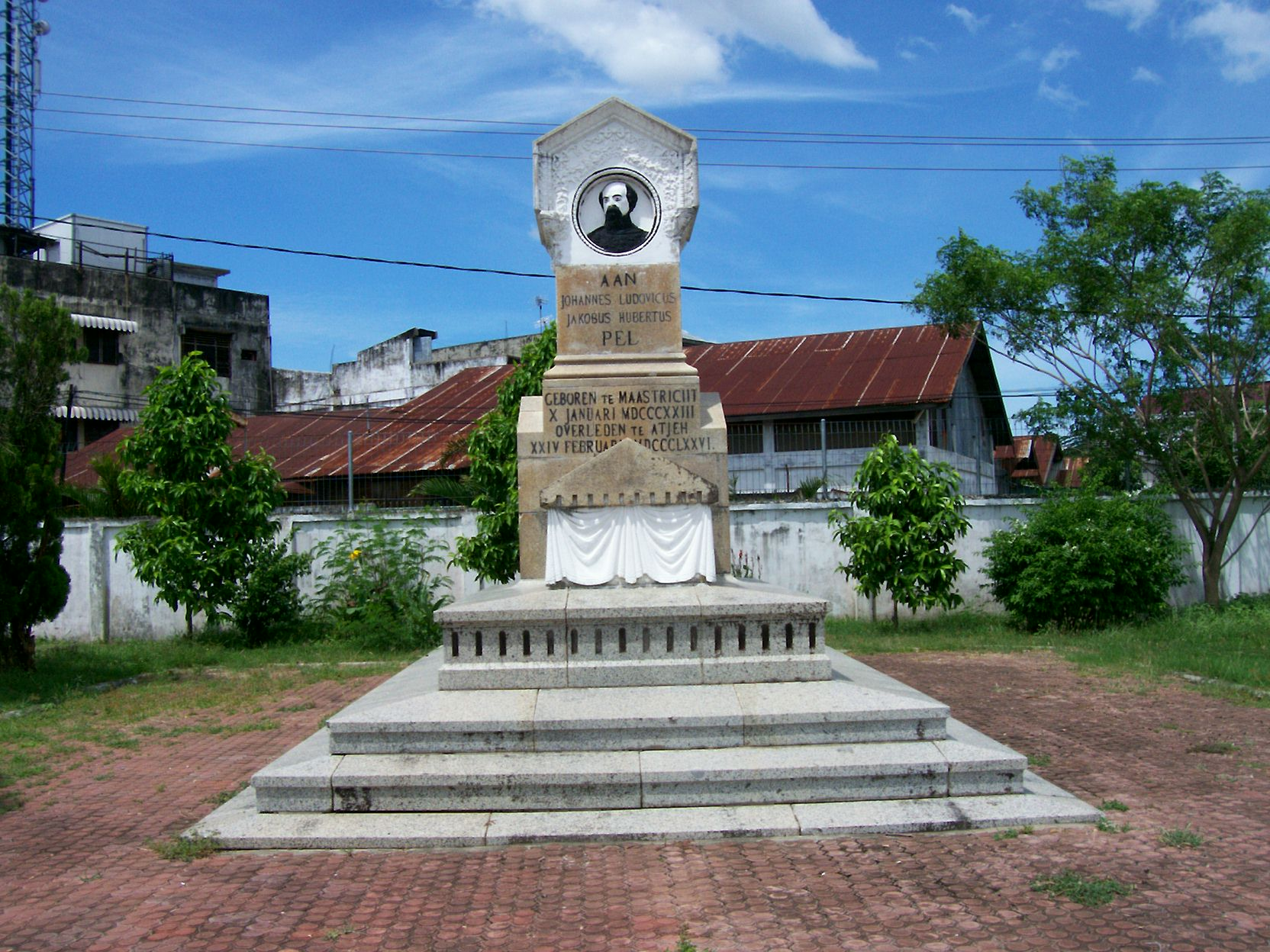
Het monument in 2005

De 18de februari werd kampong Pango veroverd; diezelfde dag vond de ramp te Atoe plaats, waarbij een van de detachementen door de vijand overvallen en bijna geheel vernietigd werd. Ondanks deze ramp zette Pel zijn tocht door de III Moekims voort en trok de 22ste februari van Pongo in noordelijke richting naar kampong Pinang; alle vijandelijke versterkingen bleken verlaten.
Op de 23ste werd Langgoegoeb doortrokken en Tongah, aan de andere kant van de rivier. Tussen Tongah en Silan overleed Pel plotseling aan de gevolgen van een slagaderbreuk. Hij bivakkeerde in alle eenvoud in een klein Atjehnees hutje toen hevige pijn in de borst en bovenarmen hem wekte; overste Meijer ondersteunde hem in zijn laatste ogenblikken maar kon niets meer doen. De plaats waar Pel overleed werd nog lang als aandenken in ere gehouden en op die plek werd een grafheuvel opgeworpen als ereteken.
Pel werd, gezien de omstandigheden, met de grootst mogelijke plechtigheid begraven op het kerkhof in Kotta Petjoet op 26 februari 1876.
De begrafenis stoet vertrok om zeven uur uit Kraton en bestond uit:
• een detachement infanterie (twee compagnieën Barissan),
• de muziek,
• het lijk (slippendragers waren: overste Ludeking (Everhardus Wijnandus Adrianus Lüdeking), majoor Osten, majoor Vetter (Jacobus Augustinus Vetter) en de majoor Berger),
• enige onderofficieren als reserve voor de dragers,
• hoofdofficieren, officieren, de pastoor, de assistent resident, officieren en verder personeel,
• infanterie en andere wapens als afsluiting van de stoet.
Op het kerkhof werd een carré geformeerd en werd het lijk onder tromgeroffel ten grave gezet.
Overste Ludeking schetste in korte doch krachtige taal de overledene vervolgens voerden assistent resident Kroesen en de pastoor het woord aan de groeve. Vooral de rede van de eerstgenoemde maakte op de omstanders een diepe indruk.